# Sébastien Migné
Sébastien Migné, né le 30 novembre 1972 à La Roche-sur-Yon, est un footballeur puis entraîneur français. Après une carrière professionnelle effectuée en France puis en Angleterre, il commence une carrière d'entraîneur, principalement en tant qu'adjoint, d'abord de Jean-Pierre Papin puis de Claude Le Roy dans différentes sélections nationales. Il obtient en 2017 un premier poste de sélectionneur, pour le Congo. Il est actuellement le sélectionneur de Haïti.

## Biographie
Sébastien Migné commence sa carrière professionnelle en 1989 à La Roche-sur-Yon puis au FC Mougins en 1993, en passant par le Stade de Vallauris en 1994. Il rejoint ensuite l'Angleterre en 1996, évoluant à Hoxton FC en puis en 1997 avec le Boreham Wood FC. Il dispute sa dernière saison de footballeur avec le club de Leyton Orient.
Sébastien Migné commence alors en 1998 une carrière d'entraîneur de football. Celle-ci commence au FC Mougins. Il devient ensuite l'adjoint de Jean-Pierre Papin à Strasbourg puis à Lens. En 2008, Claude Le Roy fait appel à lui pour qu'il devienne son nouvel adjoint après le départ d'Hervé Renard. Le Roy, assisté de Migné, prend la tête de la sélection d'Oman puis de celle de Syrie en 2011. Après seulement deux mois, ils prennent en charge la sélection de république démocratique du Congo. Deux ans plus tard, ils rejoignent le Congo et Migné finit sa carrière d'adjoint sous l'aile de Claude Le Roy avec le Togo en 2017. 
Sébastien Migné décide de revenir au Congo Brazzaville en tant que sélectionneur en chef, dont il prend le poste le 6 mars 2017. Il signe le 3 mai 2018 un contrat avec l'équipe nationale du Kenya.
Le 12 août 2019, à deux ans de la fin de son contrat, Sébastien Migné trouve un accord à l'amiable avec Nick Mwembdwa, le président de la Fédération kényane de Football (KFA), pour quitter son poste de sélectionneur.
Le 7 novembre 2019, il est nommé sélectionneur de Guinée équatoriale et signe un contrat d'une durée de deux ans. Il quitte la sélection en juin 2020.
Le 28 février 2022, il est nommé sélectionneur adjoint du Cameroun.

## Palmarès
En tant qu'entraîneur-adjoint, il est sacré champion de France de CFA en 2004 avec Évian-Thonon-Gaillard, puis est finaliste de la Coupe de la Ligue en 2008 avec Lens. Il remporte ensuite la Coupe du golfe Persique en 2009 avec l'équipe d'Oman.
En tant que sélectionneur en chef de l'équipe nationale du Kenya, Sébastien Migné se voit pour la première fois de son histoire nommé aux CAF Awards, comme représentant de la meilleure équipe masculine de l'année 2019.
Le Kenya obtient également après 15 années d'attente une nouvelle qualification pour la CAN 2019, dès la 5e journée des éliminatoires, après avoir battu l’Éthiopie à domicile 3 buts à 0.